# Магнус V
Магнус V або Магнус Ерлінгссон (1156—1184) — король Норвегії (1161—1184). Походив з династії Інглінгів.

## Біографія
Народився у містечку Етна. Син Ерлінга Кривого, норвезького аристократа, та Христини, доньки Сігурда I, короля Норвегії. Після загибелі Інге I зусиллями впливового Ерлінга Кривого було оголошено новим королем Магнуса V. Йому протидіяв інший король Гокон II. 7 липня 1162 року останній був розбитий у битві при Секкені. У 1163 році на тінзі відбулася перша церемонія коронації норвезького короля.
Після цього Ерлінг зміцнив владу свого сина Магнуса V, а сам отримав титул ярла. Надалі король спирався на підтримку знаті та вищого кліру. Для цього були налагоджені стосунки з єпископатом, затверджено закон, згідно з яким королем міг стати тільки народжений у законному шлюбі.
1163/1164 р. Магнус V став першим королем, який пройшов офіційний церковний обряд коронації в катедральному храмі Христа в Бергені.
У 1166 році було укладено договір з Вальдемаром I, королем Данії. Для цього ярл Ерлінг Кривий вирушив до данського королівства. В цей час у Норвегії повстав Олаф, онук Ейнстейна I. Його підтримали лендрмени з роду Агнхаттів. Боротьба тривала до 1168 року, навіть після повернення Ерлінга Кривого. В цьому році суперники Магнуса V були розбиті при Стангері біля Осло. Сам претендент Олаф втік до Данії.
Після цього тривало мирне правління Магнуса V до 1174 року, коли біркенбейнери, тобто політична група з селян, бідної шляхти, дрібного кліра, повстали проти королівської влади, висунувши претендентом Ейнстейна, сина Ейнстейна II, короля Норвегії. Нова війна тривала до 1177 року, коли війська на чолі з ярлом Ерлінгом розбили армію Ейнстейна III у битві при Ре.
Після цього біркенбейнери висунули нового претендента — Сверріра Сігурдсона, який у 1179 році при Калвскіннеті (біля Тронхейму) розбив Ерлінга Кривого. Після цього тривала війна до 1184 року, коли 15 червня у вирішальній битві при Фімрейті Магнус V був розбитий та загинув.

## Родина
Дружина — Естрід, донька Бьорна Бірдасвенда, норвезького аристократа
Бастарди:
- Сігурд (1180—1194)
- Інге (д/н-1202)
- Ерлінг (д/н — 1207)